# Bronzfarkú pávafácán
A bronzfarkú pávafácán (Polyplectron chalcurum) a madarak osztályának tyúkalakúak (Galliformes) rendjébe és a fácánfélék (Phasianidae) családjába tartozó faj.

## Rendszerbesorolás
Korábban a Chalcurus nembe sorolták, Chalcurus chalcurum néven.

## Előfordulása
Indonéziához tartozó Szumátra szigetén  honos. A természetes élőhelye hegyi és síkvidéki erdők.

## Alfajai
- Polyplectron chalcurum chalcurum (Lesson, 1831) - Szumátra déli részén honos
- Polyplectron chalcurum scutulatum Chasen, 1941 - Szumátra északi részén él

## Megjelenése
Eléggé elkülönül megjelenése alapján a Polyplectron nem többi fajától. Valószínűleg ez a legprimitívebb faj mind közül. A többi faj széles és kerek végű, fényvisszaverő pávaszemekkel díszített farkával ellentétben a bronzfarkú pávafácán hímjének farka hosszú, hegyes és egyszerű bronzbarna. Testhossza 56 centiméter.

## Szaporodása
Fészekalja 2 tojásból áll, melyen 22 napig kotlik.